# Sibil·la I de Pallars Sobirà
Sibil·la I de Pallars i Ventimiglia-Làscaris (1282 - 1330) fou comtessa de Pallars Sobirà (1295 - 1330).

## Antecedents familiars
Era filla del comte Arnau Roger I de Pallars i de Lucrècia Làscaris de Ventimiglia. Besneta de l'emperador de Nicea Teodor II Làscaris.

## Núpcies i descendents
El 1297 es va casar amb Hug VII de Mataplana, senyor d'Urtx, i van tenir els següents fills:
- Arnau Roger II de Pallars, comte de Pallars Sobirà en morir el seu pare.
- Beatriu de Pallars, casada amb Arnau d'Erill.
- Bertran de Pallars, va morir essent un infant.
- Ramon Roger II de Pallars, comte de Pallars Sobirà. Va succeir el seu germà Arnau Roger.
- Hug VIII de Mataplana.
- Roger Bernat de Mataplana.
- Artau Roger de Mataplana.